# Lascoria apiteralis
Lascoria apiteralis är en fjärilsart som beskrevs av Walker 1859. Lascoria apiteralis ingår i släktet Lascoria och familjen nattflyn. Inga underarter finns listade i Catalogue of Life.